# Banco de Gorringe
O Banco de Gorringe é uma área do Oceano Atlântico situada a cerca de 120 milhas marítimas a oeste-sudoeste do Cabo de São Vicente, caracterizada por um maciço montanhoso submerso orientado na direção nordeste-sudoeste e com cerca de 200 quilómetros de comprimento por 80 de largura. Destacam-se dois cumes: o Gettysburg e o Ormonde.
O banco foi descoberto em novembro de 1875 por Henry Honychurch Gorringe, comandante do U.S.S. Gettysburg.
A microplaca da Península Ibérica e a placa africana convergem de forma oblíqua ao longo do acidente geológico Açores-Gilbraltar, provocando o levantamento da litosfera oceânica que formou o banco de Gorringe. O maciço domina abruptamente, a sul, a incipiente zona de subducção (ou de Benioff-Wadati) ao longo da qual a placa ibérica cavalga a africana.
No banco de Gorringe localizam-se os epicentros dos sismos mais violentos ocorridos em Portugal e Norte de África, crendo-se que aí se situou o do Terremoto de 1755 que destruiu a cidade de Lisboa, o Algarve e várias cidades de Marrocos.
O primeiro reconhecimento subaquático do Banco Gorringe foi efectuado em 1997, durante uma expedição constituída por David de Carvalho, Miguel Oliveira, Alexandre Ramis e José Santos, que contou com o apoio do Instituto Hidrográfico, IPIMAR e TMN. O relatório da expedição foi publicado na Revista Mundo Náutico.
O Banco de Gorringe é um local de elevado interesse biológico e geológico. Para melhor compreender estes locais pouco explorados, a Associação Atlântico Selvagem, com a colaboração da Universidade do Algarve, empreendeu uma expedição ao pico Gettysburg em Julho 1998. Os trabalhos realizados consistiram na localização do pico Gettysburg, realização de mergulhos com escafandro autónomo, captação de imagens subaquáticas, recolha de amostras de fauna, flora, rochas e areias conquíferas. Tinha sido ainda prevista a utilização de uma jaula antitubarão que permitisse a captação de imagens em segurança, mas tal não foi possível devido às condições meteorológicas adversas.
Foram recolhidas várias amostras de algas, moluscos gastrópodes e de rochas. Os dados e amostras recolhidas no pico Gettysburg foram tratados e analisados na Universidade do Algarve pelos especialistas que apoiaram cientificamente a expedição. Os moluscos marinhos foram posteriormente identificados e contados na Universidade dos Açores (Departamento de Biologia).
Os participantes na expedição ao pico Gettysburg 1998, realizada pela Associação Atlântico Selvagem a bordo da escuna Mauritius, foram; José Augusto Silva (organização e fotografia sub-aquática), João Bispo (organização e filme subaquático), Miguel Galvão (navegação), Nelson Soares (mergulho técnico), José Tourais (mergulho técnico), José Eduardo Santos (mergulho técnico), Octávio Canhão (mergulho técnico), Alexandre Franco (historiador), John Gerdes (comandante da embarcação e navegação), Bert (imediato da embarcação e navegação).
Foram realizadas novas expedições aos picos do Banco de Gorringe em 1999 (Ormonde) e 2003 (Gettysburg), tendo sido recolhidas inúmeras amostras biológicas e geológicas, bem como centenas de imagens e várias horas de filme. Os resultados científicos destas expedições serviram de base a várias publicações.